# Рајко Лалић
Рајко Лалић (Плавно, код Книна, 1960) српски је пјевач, текстописац и композитор. Један је од најцјењенијих гласова крајишке изворне пјесме и вођа крајишког састава Српска тромеђа.

## Биографија
Рајко Лалић је рођен 1960. године у Плавну код Книна, од оца Петра.
Музиком се почиње бавити још у раној младости. Средњу школу похађа у Словенији, гдје га запажа професор музичког, иначе отац Аленке Пинтарич, и ставља га у школски музички хор, у којем је пјевао до краја школовања. Након завршене средње школе, служио је војску у Загребу, у Касарни Маршал Тито, гдје је такође био укључен у рад музичког хора, са којим је наступао у Кумровцу, Робној кући Нама и на другим мјестима. Имао је чин десетара.
Након одслужења војног рока, враћа се у родни Книн и запошљава се као краниста. Активно се музиком почиње бавити 1980. године. Његове музичке способности запажа кнински хармоникаш Стево Ћево Коврлија, који га ангажује за пјевача у свом оркестру Звуци са камена. Свој први наступ са овим оркестром Рајко је имао на Цвјетнићу, гдје је зарадио и први већи бакшиш. Осим тога наступао је и у осталим селима Тромеђе: у Кистањама код Книна; Нуглашици код Грахова; ливањским селима Прову, Сајковићу, Губину, гдје је упознао и Бају Малог Книнџу у чувеној кафани код Ђованија, гдје је Рајко са оркестром наступао. Године 1984. у Сплиту упознаје Бору Дрљачу.
Након групе Звуци са Камена, наступа за крајишки музички састав Весели Плавањци, који је настао у Плавну 1983. године. Рајко Лалић је у овом саставу био вокални солиста. Музички албум са овом групом издаје за Дискос из Александровца 1986. године. Након овог албума, дио састава Весели Плавањци прелази у Српску тромеђу. Међу њима је био и Рајко Лалић.
У Српској тромеђи наступа као солиста и, касније, као вођа састава. Први албум, који је носио назив Пале међе на Тромеђи, са овом групом Рајко Лалић издаје за издавачку кућу Нина трејд из Београда (из Сурчина), 1995. године, прије прогона Срба из Републике Српске Крајине. Исте године, али након прогона из Републике Српске Крајине, за Нина трејд издају још један албум. У том периоду, у Јакову упознаје Лазу Пајчина.
Након рата наставља наступати са Српском тромеђом, са којом, за београдски Супер тон, снима пет музичких албума (1996, 1997, 1998. (два албума) и 2000. године). Године 2001. Српска тромеђа прелази у музичку кућу Реноме из Бијељине и снима пет музичких албума (2001, 2002, 2006, 2008. и 2010. године). Године 2012. почињу снимати за издавачку кућу Мелодија рекордс, која послује у оквиру медијске куће Дуга, и издају албуме 2012, 2015, 2017, 2020. и 2023. године. Са Веселим Плавањцима и са Српском тромеђом, издао је преко 20 албума и снимио преко 200 пјесама.
Често наступа самостално или с групом на различитим приредбама и манифестацијама.
Рајко Лалић је познат по специфичној (продорној и треперавој) боји гласа и сматра се једним од најбољих вокала крајишке изворне пјесме. Такође, он се бави и компоновањем и писањем текстова. Аутор је већег броја крајишких пјесама.

## Приватни живот
Рајко Лалић је ожењен и има ћерку, сина и унучад. Ћерка му живи у Америци, а син такође живи у иностранству. Има и унучад. Има брата Илију, који се бави сликарством и има свој атеље на Фрушкој гори и брата Петра. Рајко је једно вријеме након избјеглиштва, као подстанар, живио у Путинцима.
Познато је колико Рајко воли родни крај и често га обилази и наступа тамо.

### Хапшење у Хрватској
Крајем августа 2023. доживио је велику непријатност, када је ухапшен од стране хрватске полиције и спроведен у притвор у Шибенику. Оптужен је да је омаловажавао Републику Хрватску, јер је током рата и након њега пјевао пјесме о Републици Српској Крајини и носио обиљежја Републике Српске Крајине и осуђен на 15 дана затвора. Недуго потом, појавила се информација да је пуштен да се брани са слободе, али је она демантована. Из затвора је изашао у понедјељак, 4. септембра 2023. године, након издржане казне.